# Pelecotheca trinidadensis
Pelecotheca trinidadensis är en tvåvingeart som beskrevs av Thompson 1968. Pelecotheca trinidadensis ingår i släktet Pelecotheca och familjen parasitflugor. Inga underarter finns listade i Catalogue of Life.